# Радане
Радане (на македонска литературна норма: Радање) е село в централната източна част на Северна Македония, община Карбинци.

## География
Селото е разположено в склоновете на планината Плачковица.

## История
Махмуд ага джамия в селото е изградена в 1668 година. В XIX век Радане е село в Щипска кааза на Османската империя. Според статистиката на Васил Кънчов („Македония. Етнография и статистика“) от 1900 година Раданя има 440 жители, от които 40 българи християни и 400 турци.
Според Димитър Гаджанов в 1916 година в Раданя живеят 270 турци и 20 българи.
По време на Междусъюзническата война в околностите на село Раданя са погребани 135 български военнослужещи.
Църквата „Св. св. Кирил и Методий“ е изградена и осветена в 1929 година.
По време на българското управление във Вардарска Македония в годините на Втората световна война, Стоян М. Балабанов от Щип е български кмет на Радане от 9 август 1941 година до 12 август 1944 година. За кратко кмет е Владимир Ар. Попов от Старац (26 юни 1943 - 10 юли 1943).

## Личности
Родени в Радане
- Цеко войвода, български хайдутин от XIX век[7]

Починали в Радане
- Михаил Иванов Иванов, български военен деец, капитан, загинал през Междусъюзническа война[8]